# Informant
Ein Informant oder eine Informantin ist eine Person, die ihre speziellen Kenntnisse an andere weitergibt; sie ist aufgrund der Informantentätigkeit und Weitergabe von Informationen nicht gleichzusetzen zu einem Whistleblower (Aufdecker) oder einem beauftragten Spitzel oder Spion. In vielen Bereichen wird die Bezeichnung Informant neutral verwendet, in der Politik hat sie eine eher abwertende Nebenbedeutung. In der Sprachwissenschaft meint die Bezeichnung eine muttersprachliche Person, die bei der Erforschung ihrer Sprache hilft (siehe unten).

## Journalismus
Ein Informant im journalistischen Bereich ist für einen Journalisten eine Quelle von Informationen in einem Bereich, in dem der Journalist selbst nur schwer recherchieren kann. Gem. § 53 Abs. 1 Nr. 5 StPO steht „Personen, die bei der Vorbereitung, Herstellung oder Verbreitung von Druckwerken, Rundfunksendungen, Filmberichten oder der Unterrichtung oder Meinungsbildung dienenden Informations- und Kommunikationsdiensten berufsmäßig mitwirken oder mitgewirkt haben“ ein Zeugnisverweigerungsrecht zu als Informantenschutz oder Quellenschutz. Der Europäische Gerichtshof für Menschenrechte betrachtet den Schutz journalistischer Quellen als Grundvoraussetzung der Pressefreiheit.
Da dem Journalisten im Gegensatz zum Politiker Informanten nicht zur persönlichen Machterweiterung, sondern (idealerweise) zur Aufklärung der Öffentlichkeit dienen, haben sie kein negatives Image.

## Politik
Im Bereich der Politik trägt ein Informant Dritten bestimmte (Dienst-)Leistungen oder Vergünstigungen beziehungsweise Informationen zu. Diese Informationen stellen in der Regel Insiderwissen dar, das sich der Informant durch seinen gesellschaftlichen Umgang erworben hat und für Außenstehende nicht oder nur schwer zugänglich ist.
Im Unterschied zu einem Spion ist ein Informant kein „bezahlter Mitarbeiter“ desjenigen, der die Informationen haben möchte. Er bleibt von seinem Auftraggeber unabhängig und nutzt sein Insiderwissen vielmehr, um sich ein kleines „Zubrot“ zu verdienen oder um sich andere Vorteile zu sichern oder er gibt seine Informationen sogar aus Idealismus weiter.
Die Gegenleistung für die Informationen wird meist individuell von dem Informanten festgelegt beziehungsweise ausgehandelt. Dabei handelt es sich in der Regel um Geld. In Deutschland muss solches Geld versteuert werden: der pauschale Satz für Informanten liegt bei zehn Prozent. Der „Wert“, den der Informant den Informationen zumisst, kann dabei von vielen Faktoren abhängen. Dringlichkeit und Brisanz sind Faktoren, die dabei eine besondere Rolle spielen. So werden dringend benötigte Informationen auch besonders teuer sein. Dasselbe gilt für Informationen, deren Preisgabe ein hohes Risiko für den Informanten darstellt.
In den Kreisen, aus denen der Informant sein Insiderwissen hat und nach „außen“ trägt, wird er als Verräter beziehungsweise Spitzel bezeichnet.

## Polizei und Geheimdienste

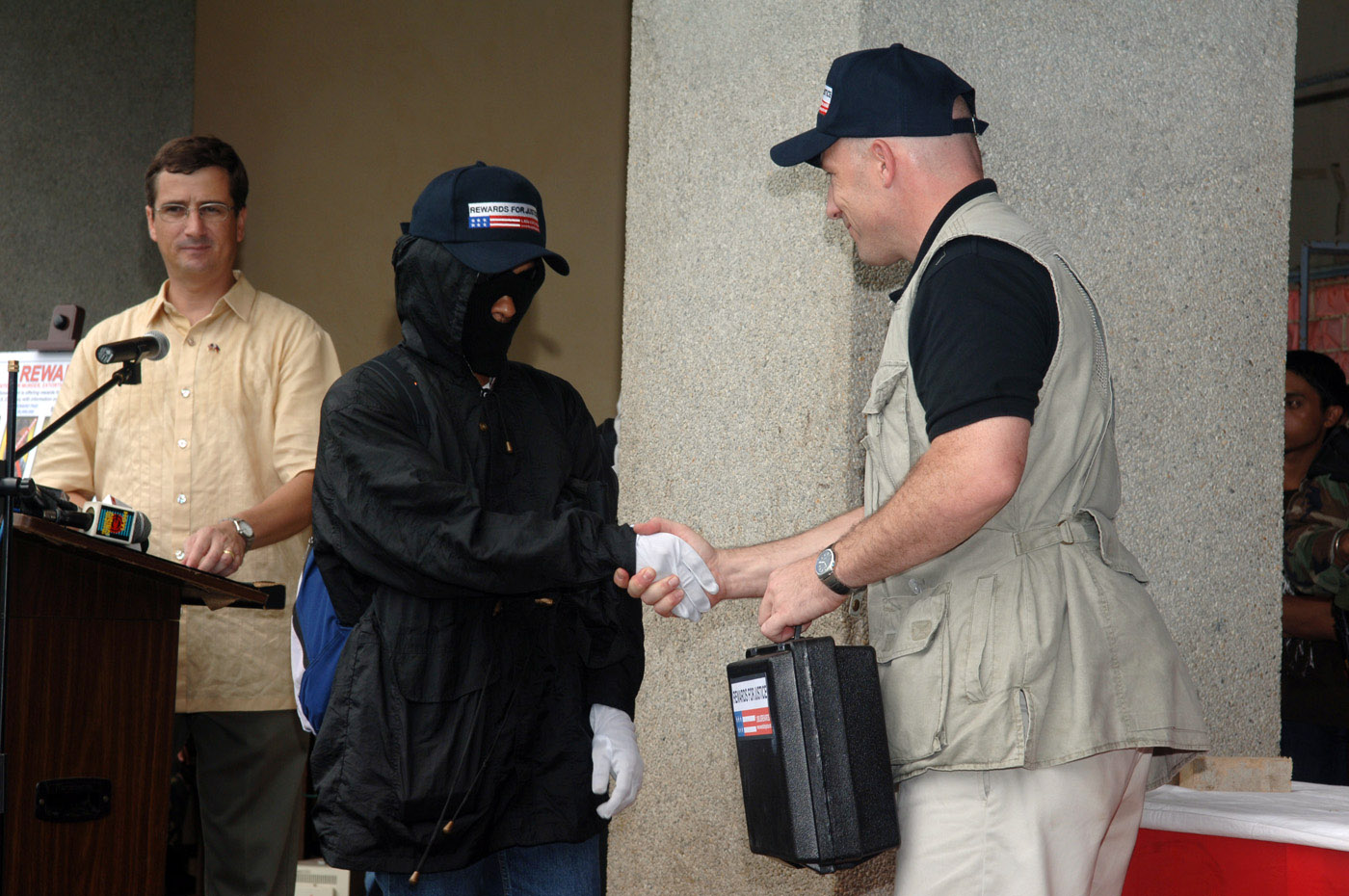
Übergabe der Belohnung an einen Informanten, dessen Informationen zur Ausschaltung zweier gesuchter Terroristen auf den Philippinen führten (2007)

Bei Polizei, Zoll-Behörden oder Nachrichtendiensten ist ein Informant eine Person, die in einem Einzelfall entgeltlich oder unentgeltlich gegen Zusicherung der Vertraulichkeit mit Insiderinformationen über Straftaten, politischen Extremismus oder andere für die entsprechende Behörde interessante Details versorgt. In Deutschland enthalten die RiStBV in Anlage D 2.1 eine diesbezügliche Definition. Wird der Informant regelmäßig tätig, wird er als „V-Mann“ bezeichnet (vergleiche Spitzel). Der Einsatz von Informanten erfolgt auf der Grundlage der Gemeinsamen Richtlinien der Justizminister/-senatoren und der Innenminister/-senatoren der Länder über die Inanspruchnahme von Informanten sowie über den Einsatz von Vertrauenspersonen (V-Personen) und Verdeckten Ermittlern im Rahmen der Strafverfolgung, die in den Ländern in unterschiedlichen Versionen in Kraft gesetzt sind.
Dem Informanten wird durch die Staatsanwaltschaft oder Polizei Vertraulichkeit zugesichert, dabei kennt die Staatsanwaltschaft in der Regel nicht die Identität des Informanten. Er darf nur in Anspruch genommen werden, wenn die Aufklärung sonst aussichtslos oder wesentlich erschwert wäre. Die Vertraulichkeit darf nur zugesichert werden, wenn dem Informanten durch das Bekanntwerden seiner Tätigkeit für die Strafverfolgungsbehörden erhebliche Nachteile entstehen oder er erheblich gefährdet wird.

## Sprachwissenschaft
Ein Informant oder eine Gewährsperson ist als Sprecher einer Sprache oder eines Dialekts die Quelle für sprachwissenschaftliche Forschungen und Erkenntnisse. Meist ist der Informant ein Muttersprachler der entsprechenden Sprache oder des entsprechenden Dialektes. Für die eigene Muttersprache sind Sprachwissenschaftler (Linguisten) oft ihre eigenen Informanten. Informationen werden mündlich oder schriftlich erfasst oder mit Tonbändern oder auf Film oder Video aufgezeichnet. Die Mithilfe zahlreicher Informanten ermöglichte die Entwicklung eines Sprachatlasses.
Auch für allgemeinere Forschungen sind Informanten eine wertvolle Hilfe. So half ein Mitglied der nordamerikanischen Hopi-Indianer dem Sprachforscher Benjamin Whorf als Informant bei seinen Recherchen. Die Untersuchung der Sprache der Hopi war eine der Grundlagen für die Weiterentwicklung der Sapir-Whorf-Hypothese.